# Куп пет нација 1925.
Куп пет нација 1925. (службени назив: 1925 Five Nations Championship) је било 38. издање овог најелитнијег репрезентативног рагби такмичења Старог континента. а 11. издање Купа пет нација.
Шкотланђани су освојили Гренд слем.

## Такмичење
Француска - Ирска 3-9
Енглеска - Велс 12-6
Шкотска - Француска 25-4
Велс - Шкотска 14-24
Енглеска - Ирска 6-6
Велс - Француска 11-5
Ирска - Шкотска 8-14
Ирска - Велс 19-3
Шкотска - Енглеска 14-11
Француска - Енглеска 11-13

## Табела
|   | Селекција                      | ИГ | Д | Н | И | ПД | ПП | ПР  | Б |  |
| - | ------------------------------ | -- | - | - | - | -- | -- | --- | - |  |
| 1 | Рагби репрезентација Шкотске   | 4  | 4 | 0 | 0 | 77 | 37 | +40 | 8 |  |
| 2 | Рагби репрезентација Ирске     | 4  | 2 | 1 | 1 | 42 | 26 | +16 | 5 |  |
| 2 | Рагби репрезентација Енглеске  | 4  | 2 | 1 | 1 | 42 | 37 | +5  | 5 |  |
| 4 | Рагби репрезентација Велса     | 4  | 1 | 0 | 3 | 34 | 60 | -26 | 2 |  |
| 5 | Рагби репрезентација Француске | 4  | 0 | 0 | 4 | 23 | 58 | -35 | 0 |  |